# 科帕爾尼克-默訥什圖爾鄉
47°30′21″N 23°40′47″E / 47.50583°N 23.67972°E
科帕爾尼克-默訥什圖爾鄉（羅馬尼亞語：Comuna Copalnic-Mănăștur, Maramureș），是羅馬尼亞的鄉份，位於該國西北部，由馬拉穆列什縣負責管轄，面積117平方公里，2007年人口5,808，人口密度每平方公里49人。